# Ароматизирано вино
Ароматизирано вино е вино, което се приготвя от вино и/или прясно спиртована гроздова мъст или вина с добавка на етилов алкохол от земеделски произход, подслаждащи средства и ароматизиращи вещества. Към ароматизираните вина се допуска добавянето на въглероден диоксид.

## Технология
Като подслаждащи средства се използват захар, декстроза, фруктоза, сироп от глюкоза, течна захар, захарен сироп, ректифицирана концентрирана гроздова мъст, карамелизирана захар, мед, захар от рожкови, както и други естествени захаросъдържащи субстанции. Към ароматизираните вина се допуска добавяне на въглероден диоксид. Като ароматизиращи средства при получаването на ароматизирани вина могат да се използват: естествени ароматизиращи вещества, естествени ароматизиращи композиции, билки и подправки, включително извлеци от тях, вкусови продукти или комбинации от тях.
Най-често използвани ароматизиращи съставки са: пелин, горчивкамента, канела, кардамон, бъз, индийско орехче, кориандър, лимонова кора, розмарин, хвойна, звъника, карамфил, ванилия, аир, борова смола, хинин и др.
Ароматизираните вина имат действително алкохолно съдържание, равно или по-високо от 14,5 обемни процента, непревишаващо 22 обемни процента, и общо алкохолно съдържание, равно или по-високо от 17,5 обемни процента.

## Употреба
Ароматизираните вина се съчетават с различни силноалкохолни напитки и с други вина. Сухите ароматизирани вина са задължителен компонент на много известни коктейли, а десертните се съчетават успешно с безалкохолни напитки, мляко и плодови сокове в състава на безалкохолни коктейли.
Ароматизираните вина обикновено се пият в натурален вид с лед, или с лед и газирана вода.

## Видове
- Пелин. Ароматизирано българско вино, произведено по специална технология, чието алкохолно съдържание може да бъде по-ниско от 14,5 обемни процента, а захарното му съдържание е не по-малко от 45 грама на литър. Произвежда се в разновидностите: обикновен, наложен и газиран пелин.
- Вермут. Ароматизирано вино, приготвено от вина, чието характерно ароматизиране е получено чрез задължителното използване на подходящи субстанции, добити по-специално от видовете билки artemisia. За подслаждане могат да се използват само карамелизирана захар, захароза, гроздова мъст, концентрирана ректифицирана гроздова мъст и концентрирана гроздова мъст. Най-известни са италианските и френските вермути. Основни производители на вермут са: в Италия – Мартини (Bacardi-Martini), Кампари (Campari), Карпано (Carpano), Чинцано (Cinzano), Барберо (Barbero), Рикадона (Ricadonna), Гран Торино (Gran Torino); във Франция – Lillet, Noilly Prat, Bussot, в Испания – Delasy.
- Хининово вино. Ароматизирано вино, чието основно ароматизиране се дължи на естествения аромат на хинин.
- Битер. Ароматизирано вино, с характерно горчиво ароматизиране, в състава на което влизат горчиви добавки, вермути и ликьор, като основното ароматизиране е осъществено чрез естествения аромат на горчивка (синя тинтява) и е оцветено в жълто или червено. Известни марки битер са Ангостура битер, Пикон, Кампари, Ундерберг, Бехеровка, Егермайстер.
- Американо. Ароматизирано вино, чието ароматизиране се дължи на наличието на натурални ароматизиращи субстанции, произхождащи от пелин или от горчивка (синя тинтява), и напитката е оцветена в жълто или в червено.
- Вакева виниглоги. Ароматизирано вино, чийто характерен вкус се дължи на използването на карамфил и други подправки.
- Рецина. Ароматизирано гръцко бяло вино, чийто характерен вкус се дължи на добавянето на борова смола.
- Глог. Ароматизирано шведско греяно вино.